# Kernlose winter
Il termine Kernlose winter, utilizzato nel linguaggio scientifico anglosassone, è di derivazione tedesca e trova un corrispondente nell'espressione inglese coreless winter. Sta a indicare una particolarità esclusiva del clima antartico, ovvero la stazionarietà delle temperature medie durante il semestre invernale. Tale caratteristica è resa evidente dal sommario mensile della base Amundsen-Scott:
- aprile	−57,3 °C
- maggio	−58,0 °C
- giugno	−58,6 °C
- luglio	−60,1 °C
- agosto	−59,7 °C
- settembre	−59,3 °C

Come si può notare, la differenza tra il mese più freddo e il più caldo è contenuta in soli 2,8 °C. Ciò contrasta con l'esperienza delle regioni artiche, dove lo speculare semestre invernale (ottobre - marzo) raggiunge i minimi dopo una pronunciata discesa, cui si contrappone un altrettanto veloce risalita; in Antartide invece, la curva tende ad appiattirsi, rendendo teoricamente possibile il raggiungimento delle temperature estreme in qualunque fase del periodo.

## Studi e osservazioni
Fu la scuola climatologica tedesca, sul finire del XIX secolo, a parlare per prima di tale caratteristica (il termine fu poi coniato da Julius von Hann nel 1909), ma si deve al lavoro di George Clarke Simpson (1919) la definizione in base ai dati; egli infatti dimostrò come, nell'area del Mare di Ross, tra aprile e agosto la temperatura calasse di soli 2,2 °C (4 °F). La circostanza deriva dalla mancanza di insolazione, e quindi da un bilancio radiativo nullo o negativo, che può essere compensato solo da apporti di calore esterni. Proprio la conformazione geografica dell'Antartide, circondato dai tre oceani, rende possibile questi scambi, che mantengono l'equilibrio delle temperature medie, impedendo di scendere su valori ancora più bassi.

### L'esperienza diretta
Quando, sul finire del 1956, Paul A. Siple raggiunse il Polo Sud in qualità di responsabile della base Amundsen-Scott, o tali studi non erano conosciuti, oppure suppose che le conclusioni di Simpson non fossero applicabili al Plateau Antartico. Non si spiegherebbe altrimenti il suo calcolo teorico della temperatura media del mese più freddo, che lo condusse a prospettarla a −84,4 °C (−120 °F), in un'attesa, scrisse nelle memorie «a metà tra l'apprensione e l'eccitazione». Al termine del primo inverno di operatività della base (1957), invece, Siple si ritrovò ad annotare una temperatura media del mese più freddo (settembre) di −62,4 °C, che accompagnò con questa nota: «Una delle cose sconcertanti circa il nostro inverno era che non abbiamo raggiunto la temperatura di −120 °F che avevo predetto. La nostra curva media di temperatura, che mi ero aspettato si portasse normalmente sul fondo come altrove sul globo, invece s'era appiattita sopra i −90 °F (−67,8 °C), salvo per brevi discese sotto questo livello all'inizio e alla fine della nostra notte invernale».

### Aspetti meteorologici
Oltre mezzo secolo di osservazioni hanno permesso di capire molti dei meccanismi che regolano il clima antartico. Per quanto riguarda le temperature, si è notato come le minime siano simultanee, o precedute di poco, dai minimi di pressione; ciò si spiega col fatto che una struttura ciclonica è caratterizzata da una risalita dell'aria, che subisce quindi un'espansione adiabatica e, per conseguenza, un raffreddamento; il contrario per un evento anticiclonico. Ciò spiega pure perché, quando si raggiungono minimi molto pronunciati, si assiste poi a una conseguente, forte risalita delle temperature: il campo barico tende a essere colmato, generando correnti di derivazione oceanica, calde e umide.

### I dati d'archivio
Secondo i registri meteorologici dell'intero 1958, la più alta frequenza di temperature ad Amundsen-Scott occorse nell'intervallo −60 °C / −64 °C (circa il 17% del totale) e altrettanto a Komsomolskaja (oltre il 15%); a Vostok −65 °C / −69 °C (16%); a Sovetskaja −70 °C / −74 °C (quasi il 18%, ma gennaio non fu rilevato). Ciò attesta la regolarità dell'andamento termico invernale, che può essere soggetto a escursioni brevi e intense, ma che tende a riposizionarsi su valori inferiori a quelli sperimentabili in qualunque altra area della Terra.

### Le temperature estreme
L'appiattimento della curva dei valori medi porta, di conseguenza, alla possibilità che gli estremi siano raggiunti in qualunque fase del semestre invernale. Un esempio di tale assunto proviene da Ago 4 (Automatic Geophysical Observatory), stazione gestita dall'Augsburg College del Minnesota (82°00ʹ lat. S, 96°46ʹ long. E, quota 3.597 m) che, nel 1994, fece registrare i seguenti minimi mensili:
- 19 aprile −81,6 °C
- 16 maggio −83,7 °C
- 15 giugno −74,2 °C
- 6 luglio −80,2 °C
- 7 agosto −82,3 °C
- 4 settembre −82,8 °C